# Fase de grupos da Copa Libertadores da América de 2019
A fase de grupos da Copa Libertadores da América de 2019 foi disputada entre 5 de março e 9 de maio. O sorteio dos grupos ocorreu em Luque, no Paraguai, em 17 de dezembro de 2018.
O campeão e o vice de cada grupo ao final de seis jogos disputados dentro dos grupos avançaram à fase final, iniciando a partir das oitavas. Os terceiros colocados de cada grupos foram transferidos para a segunda fase da Copa Sul-Americana de 2019.

## Critérios de desempate
De acordo com o regulamento estabelecido para as últimas edições, caso duas ou mais equipes empatassem em números de pontos ao final da fase de grupos, os seguintes critérios seriam aplicados:
1. melhor saldo de gols entre as equipes em questão;
2. maior número de gols marcados entre as equipes em questão;
3. maior número de gols marcados como visitante entre as equipes em questão;
4. ranking da CONMEBOL.

## Grupos
|  | Equipes classificadas para a fase final                                |
|  | Equipes transferidas para a segunda fase da Copa Sul-Americana de 2019 |
|  | Equipes eliminadas                                                     |

Todas as partidas estão no horário local.

### Grupo A
| Pos | Equipe        | Pts | J | V | E | D | GP | GC | SG  | Classificado               |  | INT | RIV | PTN | ALI |
| --- | ------------- | --- | - | - | - | - | -- | -- | --- | -------------------------- |  | --- | --- | --- | --- |
| 1   | Internacional | 14  | 6 | 4 | 2 | 0 | 11 | 6  | +5  | Fase final                 |  | —   | 2–2 | 3–2 | 2–0 |
| 2   | River Plate   | 10  | 6 | 2 | 4 | 0 | 10 | 5  | +5  | Fase final                 |  | 2–2 | —   | 0–0 | 3–0 |
| 3   | Palestino     | 7   | 6 | 2 | 1 | 3 | 7  | 7  | 0   | Play-offs da Sul-Americana |  | 0–1 | 0–2 | —   | 3–0 |
| 4   | Alianza Lima  | 1   | 6 | 0 | 1 | 5 | 2  | 12 | −10 |                            |  | 0–1 | 1–1 | 1–2 | —   |

| 6 de março    | Palestino | 0 – 1     | Internacional    | Estádio San Carlos de Apoquindo, Santiago |
| 19:15 (UTC−3) |           | Relatório | Rafael Sóbis 82' | Árbitro: PAR Mario Díaz de Vivar          |

| 6 de março    | Alianza Lima  | 1 – 1     | River Plate    | Estádio Nacional, Lima     |
| 19:30 (UTC−5) | Manzaneda 30' | Relatório | Ferreira 90+5' | Árbitro: COL Wilmar Roldán |

| 13 de março   | Internacional | 2 – 0     | Alianza Lima | Estádio Beira-Rio, Porto Alegre |
| 21:30 (UTC−3) | López 7', 19' | Relatório |              | Árbitro: VEN Jesús Valenzuela   |

| 13 de março   | River Plate | 0 – 0     | Palestino | Estádio Monumental de Núñez, Buenos Aires |
| 21:30 (UTC−3) |             | Relatório |           | Árbitro: VEN Alexis Herrera               |

| 2 de abril    | Palestino                                       | 3 – 0     | Alianza Lima | Estádio Monumental, Santiago |
| 21:30 (UTC−3) | Duclós 35' (g.c.) · Passerini 64' · Ahumada 77' | Relatório |              | Árbitro: PAR Éber Aquino     |

| 3 de abril    | Internacional             | 2 – 2     | River Plate                       | Estádio Beira-Rio, Porto Alegre |
| 19:15 (UTC−3) | López 17' · Edenílson 30' | Relatório | Pratto 41' (pen) · De La Cruz 60' | Árbitro: URU Esteban Ostojich   |

| 9 de abril    | Internacional                   | 3 – 2     | Palestino                     | Estádio Beira-Rio, Porto Alegre |
| 21:30 (UTC−3) | Patrick 10' · Guerrero 21', 65' | Relatório | Fernández 41' · Passerini 46' | Árbitro: ECU Carlos Orbe        |

| 11 de abril   | River Plate                                         | 3 – 0     | Alianza Lima | Estádio Monumental de Núñez, Buenos Aires |
| 19:00 (UTC−3) | Suárez 14' · Martínez Quarta 53' · De La Cruz 90+2' | Relatório |              | Árbitro: PAR Mario Díaz de Vivar          |

| 24 de abril   | Palestino | 0 – 2     | River Plate                | Estádio San Carlos de Apoquindo, Santiago |
| 18:15 (UTC−4) |           | Relatório | Pinola 30' · Fernández 62' | Árbitro: COL Andrés Rojas                 |

| 24 de abril   | Alianza Lima | 0 – 1     | Internacional      | Estádio Nacional, Lima   |
| 19:30 (UTC−5) |              | Relatório | Rodrigo Moledo 80' | Árbitro: BOL Raúl Orosco |

| 7 de maio     | River Plate                | 2 – 2     | Internacional               | Estádio Monumental de Núñez, Buenos Aires |
| 21:30 (UTC−3) | Álvarez 34' · Pratto 90+3' | Relatório | Rafael Sóbis 43', 58' (pen) | Árbitro: CHI Piero Maza                   |

| 7 de maio     | Alianza Lima           | 1 – 2     | Palestino         | Estádio Alejandro Villanueva, Lima |
| 19:30 (UTC−5) | I. González 18' (g.c.) | Relatório | Tarifeño 36', 53' | Árbitro: ECU Guillermo Guerrero    |

### Grupo B
| Pos | Equipe         | Pts | J | V | E | D | GP | GC | SG | Classificado               |  | CRU | EME | LAR | HUR |
| --- | -------------- | --- | - | - | - | - | -- | -- | -- | -------------------------- |  | --- | --- | --- | --- |
| 1   | Cruzeiro       | 15  | 6 | 5 | 0 | 1 | 11 | 2  | +9 | Fase final                 |  | —   | 1–2 | 2–0 | 4–0 |
| 2   | Emelec         | 9   | 6 | 2 | 3 | 1 | 6  | 5  | +1 | Fase final                 |  | 0–1 | —   | 2–2 | 0–0 |
| 3   | Deportivo Lara | 5   | 6 | 1 | 2 | 3 | 4  | 10 | −6 | Play-offs da Sul-Americana |  | 0–2 | 0–0 | —   | 2–1 |
| 4   | Huracán        | 4   | 6 | 1 | 1 | 4 | 5  | 9  | −4 |                            |  | 0–1 | 1–2 | 3–0 | —   |

| 7 de março    | Huracán | 0 – 1     | Cruzeiro        | Estádio Tomás Adolfo Ducó, Buenos Aires |
| 19:00 (UTC−3) |         | Relatório | Rodriguinho 29' | Árbitro: PER Diego Haro                 |

| 8 de março[a] | Deportivo Lara | 0 – 0     | Emelec | Estádio Metropolitano, Cabudare |
| 15:00 (UTC−4) |                | Relatório |        | Árbitro: BOL Gery Vargas        |

| 14 de março   | Emelec | 0 – 0     | Huracán | Estádio George Capwell, Guaiaquil |
| 21:00 (UTC−5) |        | Relatório |         | Árbitro: PAR Éber Aquino          |

| 27 de março[b] | Cruzeiro                      | 2 – 0     | Deportivo Lara | Estádio Mineirão, Belo Horizonte |
| 21:30 (UTC−3)  | Rodriguinho 6' · Jádson 90+4' | Relatório |                | Árbitro: CHI Piero Maza          |

| 3 de abril    | Deportivo Lara                 | 2 – 1     | Huracán            | Estádio Metropolitano, Cabudare |
| 20:30 (UTC−4) | Manzano 8' (pen) · Centeno 43' | Relatório | Manzano 62' (g.c.) | Árbitro: URU Leodán González    |

| 3 de abril    | Emelec | 0 – 1     | Cruzeiro        | Estádio George Capwell, Guaiaquil |
| 19:30 (UTC−5) |        | Relatório | Rodriguinho 32' | Árbitro: PER Víctor Carrillo      |

| 10 de abril   | Cruzeiro                      | 4 – 0     | Huracán | Estádio Mineirão, Belo Horizonte |
| 19:15 (UTC−3) | Fred 18', 22', 31' · Dodô 82' | Relatório |         | Árbitro: CHI Julio Bascuñán      |

| 11 de abril   | Emelec             | 2 – 2     | Deportivo Lara                   | Estádio George Capwell, Guaiaquil |
| 21:00 (UTC−5) | B. Angulo 66', 73' | Relatório | Frutos 50' (pen) · F. Vargas 88' | Árbitro: URU Esteban Ostojich     |

| 23 de abril   | Deportivo Lara | 0 – 2     | Cruzeiro                   | Estádio Metropolitano, Cabudare |
| 16:00 (UTC−4) |                | Relatório | Fred 30' · Sassá 77' (pen) | Árbitro: BOL Gery Vargas        |

| 23 de abril   | Huracán     | 1 – 2     | Emelec                    | Estádio Tomás Adolfo Ducó, Buenos Aires |
| 19:15 (UTC−3) | Gamba 90+5' | Relatório | Jaime 34' · B. Angulo 71' | Árbitro: PAR Arnaldo Samaniego          |

| 8 de maio     | Huracán                     | 3 – 0     | Deportivo Lara | Estádio Tomás Adolfo Ducó, Buenos Aires |
| 19:15 (UTC−3) | Gamba 23' · Chávez 28', 64' | Relatório |                | Árbitro: PER Víctor Carrillo            |

| 8 de maio     | Cruzeiro  | 1 – 2     | Emelec                                 | Estádio Mineirão, Belo Horizonte |
| 19:15 (UTC−3) | Sassá 66' | Relatório | Fábio 41' (g.c.) · B. Angulo 89' (pen) | Árbitro: COL Andrés Rojas        |

### Grupo C
| Pos | Equipe                    | Pts | J | V | E | D | GP | GC | SG | Classificado               |  | OLI | GOD | SCR | UCO |
| --- | ------------------------- | --- | - | - | - | - | -- | -- | -- | -------------------------- |  | --- | --- | --- | --- |
| 1   | Olimpia                   | 9   | 6 | 2 | 3 | 1 | 9  | 6  | +3 | Fase final                 |  | —   | 2–1 | 0–1 | 1–1 |
| 2   | Godoy Cruz                | 9   | 6 | 2 | 3 | 1 | 5  | 3  | +2 | Fase final                 |  | 0–0 | —   | 2–0 | 1–0 |
| 3   | Sporting Cristal          | 7   | 6 | 2 | 1 | 3 | 8  | 11 | −3 | Play-offs da Sul-Americana |  | 0–3 | 1–1 | —   | 2–0 |
| 4   | Universidad de Concepción | 6   | 6 | 1 | 3 | 2 | 9  | 11 | −2 |                            |  | 3–3 | 0–0 | 5–4 | —   |

| 5 de março    | Godoy Cruz | 0 – 0     | Olimpia | Estádio Malvinas Argentinas, Mendoza |
| 19:15 (UTC−3) |            | Relatório |         | Árbitro: BRA Raphael Claus           |

| 6 de março    | Universidad de Concepción                   | 5 – 4     | Sporting Cristal                               | Estádio Municipal, Concepción |
| 19:15 (UTC−3) | Rubio 45+1', 50', 80', 90+2' · Orellana 71' | Relatório | Gonzáles 55' · Palacios 58', 86' · Herrera 85' | Árbitro: COL Nicolás Gallo    |

| 12 de março   | Olimpia    | 1 – 1     | Universidad de Concepción | Estádio Defensores del Chaco, Assunção |
| 19:15 (UTC−3) | Viudez 15' | Relatório | Orellana 28'              | Árbitro: BRA Wilton Sampaio            |

| 12 de março   | Sporting Cristal | 1 – 1     | Godoy Cruz  | Estádio Nacional, Lima        |
| 19:30 (UTC−5) | Herrera 2'       | Relatório | Cardona 14' | Árbitro: BRA Anderson Daronco |

| 3 de abril    | Universidad de Concepción | 0 – 0     | Godoy Cruz | Estádio Municipal, Concepción |
| 19:15 (UTC−3) |                           | Relatório |            | Árbitro: BRA Bráulio Machado  |

| 4 de abril    | Sporting Cristal | 0 – 3     | Olimpia                                   | Estádio Nacional, Lima    |
| 21:00 (UTC−5) |                  | Relatório | Santa Cruz 52' · Mendieta 54' · Rojas 79' | Árbitro: COL Andrés Rojas |

| 9 de abril    | Olimpia            | 2 – 1     | Godoy Cruz   | Estádio Defensores del Chaco, Assunção |
| 18:15 (UTC−4) | Camacho 19', 45+3' | Relatório | García 90+3' | Árbitro: BRA Anderson Daronco          |

| 10 de abril   | Sporting Cristal         | 2 – 0     | Universidad de Concepción | Estádio Nacional, Lima       |
| 17:15 (UTC−5) | Palacios 30' · Merlo 33' | Relatório |                           | Árbitro: URU Leodán González |

| 23 de abril   | Universidad de Concepción                 | 3 – 3     | Olimpia                                    | Estádio Municipal, Concepción |
| 18:15 (UTC−4) | Cordero 8' (pen) · Rubio 39' · Ballón 73' | Relatório | Santa Cruz 54' · Camacho 63' · Ortiz 90+1' | Árbitro: COL Wilmar Roldán    |

| 23 de abril   | Godoy Cruz                     | 2 – 0     | Sporting Cristal | Estádio Malvinas Argentinas, Mendoza |
| 21:30 (UTC−3) | Viera 45+1' (pen) · Lucero 47' | Relatório |                  | Árbitro: VEN Jesús Valenzuela        |

| 9 de maio     | Godoy Cruz   | 1 – 0     | Universidad de Concepción | Estádio Malvinas Argentinas, Mendoza |
| 19:15 (UTC−3) | González 24' | Relatório |                           | Árbitro: BRA Wilton Sampaio          |

| 9 de maio     | Olimpia | 0 – 1     | Sporting Cristal | Estádio Manuel Ferreira, Assunção |
| 18:15 (UTC−4) |         | Relatório | Palacios 44'     | Árbitro: BRA Raphael Claus        |

### Grupo D
| Pos | Equipe    | Pts | J | V | E | D | GP | GC | SG  | Classificado               |  | FLA | LDU | PEN | SJO |
| --- | --------- | --- | - | - | - | - | -- | -- | --- | -------------------------- |  | --- | --- | --- | --- |
| 1   | Flamengo  | 10  | 6 | 3 | 1 | 2 | 11 | 5  | +6  | Fase final                 |  | —   | 3–1 | 0–1 | 6–1 |
| 2   | LDU Quito | 10  | 6 | 3 | 1 | 2 | 12 | 8  | +4  | Fase final                 |  | 2–1 | —   | 2–0 | 4–0 |
| 3   | Peñarol   | 10  | 6 | 3 | 1 | 2 | 7  | 5  | +2  | Play-offs da Sul-Americana |  | 0–0 | 1–0 | —   | 4–0 |
| 4   | San José  | 4   | 6 | 1 | 1 | 4 | 7  | 19 | −12 |                            |  | 0–1 | 3–3 | 3–1 | —   |

| 5 de março    | San José | 0 – 1     | Flamengo    | Estádio Jesús Bermúdez, Oruro |
| 18:15 (UTC−4) |          | Relatório | Gabriel 59' | Árbitro: ARG Néstor Pitana    |

| 7 de março    | LDU Quito                | 2 – 0     | Peñarol | Estádio Casa Blanca, Quito      |
| 19:00 (UTC−5) | Freire 25' · Aguirre 81' | Relatório |         | Árbitro: ARG Fernando Rapallini |

| 13 de março   | Flamengo                                     | 3 – 1     | LDU Quito                  | Estádio do Maracanã, Rio de Janeiro |
| 21:30 (UTC−3) | Éverton Ribeiro 8' · Gabriel 68' · Uribe 80' | Relatório | Martínez Borja 90+1' (pen) | Árbitro: ARG Germán Delfino         |

| 14 de março   | Peñarol                                  | 4 – 0     | San José | Estádio Campeón del Siglo, Montevidéu |
| 19:00 (UTC−3) | Viatri 2', 48' · Lema 22' · Canobbio 36' | Relatório |          | Árbitro: VEN José Argote              |

| 2 de abril    | San José                                    | 3 – 3     | LDU Quito                                  | Estádio Jesús Bermúdez, Oruro  |
| 18:15 (UTC−4) | Saucedo 29' · Cruz 70' (g.c.) · Ramallo 76' | Relatório | Anangonó 24' · Mena 39' (g.c.), 68' (g.c.) | Árbitro: PAR Arnaldo Samaniego |

| 3 de abril    | Flamengo | 0 – 1     | Peñarol    | Estádio do Maracanã, Rio de Janeiro |
| 21:30 (UTC−3) |          | Relatório | Viatri 87' | Árbitro: ARG Patricio Loustau       |

| 9 de abril    | Peñarol          | 1 – 0     | LDU Quito | Estádio Campeón del Siglo, Montevidéu |
| 21:30 (UTC−3) | C. Rodríguez 69' | Relatório |           | Árbitro: VEN Alexis Herrera           |

| 11 de abril   | Flamengo                                                                                           | 6 – 1     | San José    | Estádio do Maracanã, Rio de Janeiro |
| 21:00 (UTC−3) | Diego 2' · Éverton Ribeiro 30', 79' · De Arrascaeta 56' · Vitinho 82' (pen) · Gutiérrez 88' (g.c.) | Relatório | Saucedo 18' | Árbitro: CHI Piero Maza             |

| 24 de abril   | San José                                       | 3 – 1     | Peñarol         | Estádio Jesús Bermúdez, Oruro |
| 20:30 (UTC−4) | Mena 55' · Saucedo 72' (pen) · Sanguinetti 87' | Relatório | Mena 82' (g.c.) | Árbitro: ARG Germán Delfino   |

| 24 de abril   | LDU Quito                     | 2 – 1     | Flamengo           | Estádio Casa Blanca, Quito |
| 19:30 (UTC−5) | Anangonó 45+2' · Chicaiza 72' | Relatório | Bruno Henrique 18' | Árbitro: ARG Néstor Pitana |

| 8 de maio     | LDU Quito                                   | 4 – 0     | San José | Estádio Casa Blanca, Quito |
| 19:30 (UTC−5) | Martínez Borja 64' · A. Julio 67', 73', 87' | Relatório |          | Árbitro: VEN José Argote   |

| 8 de maio     | Peñarol | 0 – 0     | Flamengo | Estádio Campeón del Siglo, Montevidéu |
| 21:30 (UTC−3) |         | Relatório |          | Árbitro: CHI Roberto Tobar            |

### Grupo E
| Pos | Equipe           | Pts | J | V | E | D | GP | GC | SG | Classificado               |  | CPO | CNF | ATM | ZAM |
| --- | ---------------- | --- | - | - | - | - | -- | -- | -- | -------------------------- |  | --- | --- | --- | --- |
| 1   | Cerro Porteño    | 13  | 6 | 4 | 1 | 1 | 10 | 5  | +5 | Fase final                 |  | —   | 1–0 | 4–1 | 2–1 |
| 2   | Nacional         | 13  | 6 | 4 | 1 | 1 | 5  | 2  | +3 | Fase final                 |  | 1–1 | —   | 1–0 | 1–0 |
| 3   | Atlético Mineiro | 6   | 6 | 2 | 0 | 4 | 6  | 10 | −4 | Play-offs da Sul-Americana |  | 0–1 | 0–1 | —   | 3–2 |
| 4   | Zamora           | 3   | 6 | 1 | 0 | 5 | 6  | 10 | −4 |                            |  | 2–1 | 0–1 | 1–2 | —   |

| 6 de março    | Atlético Mineiro | 0 – 1     | Cerro Porteño | Estádio Mineirão, Belo Horizonte |
| 19:15 (UTC−3) |                  | Relatório | Churín 77'    | Árbitro: ARG Mauro Vigliano      |

| 6 de março    | Zamora | 0 – 1     | Nacional      | Estádio La Carolina, Barinas |
| 20:30 (UTC−4) |        | Relatório | Bergessio 23' | Árbitro: PER Víctor Carrillo |

| 12 de março   | Nacional      | 1 – 0     | Atlético Mineiro | Estádio Gran Parque Central, Montevidéu |
| 21:30 (UTC−3) | Bergessio 71' | Relatório |                  | Árbitro: CHI Roberto Tobar              |

| 13 de março   | Cerro Porteño         | 2 – 1     | Zamora    | Estádio General Pablo Rojas, Assunção |
| 19:15 (UTC−3) | Haedo Valdez 19', 48' | Relatório | Paiva 52' | Árbitro: ARG Facundo Tello            |

| 2 de abril    | Cerro Porteño | 1 – 0     | Nacional | Estádio General Pablo Rojas, Assunção |
| 18:15 (UTC−4) | Cáceres 26'   | Relatório |          | Árbitro: ARG Néstor Pitana            |

| 3 de abril    | Atlético Mineiro                                        | 3 – 2     | Zamora                   | Estádio Mineirão, Belo Horizonte |
| 19:15 (UTC−3) | Maicon 50' · Vinicius Goes 71' · Fábio Santos 79' (pen) | Relatório | Gallardo 16' · Paiva 44' | Árbitro: BOL Gery Vargas         |

| 10 de abril   | Nacional      | 1 – 0     | Zamora | Estádio Gran Parque Central, Montevidéu |
| 19:15 (UTC−3) | Bergessio 50' | Relatório |        | Árbitro: ARG Fernando Espinoza          |

| 10 de abril   | Cerro Porteño                                          | 4 – 1     | Atlético Mineiro     | Estádio General Pablo Rojas, Assunção |
| 18:15 (UTC−4) | Aguilar 30' · Carrizo 33' · Cáceres 36' · Larrivey 43' | Relatório | Ricardo Oliveira 18' | Árbitro: COL Wilmar Roldán            |

| 23 de abril   | Atlético Mineiro | 0 – 1     | Nacional     | Estádio Mineirão, Belo Horizonte |
| 21:30 (UTC−3) |                  | Relatório | Carballo 86' | Árbitro: ARG Fernando Rapallini  |

| 25 de abril   | Zamora                              | 2 – 1     | Cerro Porteño    | Estádio La Carolina, Barinas    |
| 16:00 (UTC−4) | I. González 45' (pen) · Ramírez 50' | Relatório | Haedo Valdez 57' | Árbitro: ECU Guillermo Guerrero |

| 7 de maio     | Zamora                | 1 – 2     | Atlético Mineiro    | Estádio La Carolina, Barinas |
| 18:15 (UTC−4) | I. González 58' (pen) | Relatório | Alerrandro 24', 35' | Árbitro: COL Carlos Herrera  |

| 7 de maio     | Nacional   | 1 – 1     | Cerro Porteño    | Estádio Gran Parque Central, Montevidéu |
| 19:15 (UTC−3) | Amaral 58' | Relatório | Arzamendia 45+1' | Árbitro: VEN Alexis Herrera             |

### Grupo F
| Pos | Equipe                 | Pts | J | V | E | D | GP | GC | SG  | Classificado               |  | PAL | SLO | MEL | JUN |
| --- | ---------------------- | --- | - | - | - | - | -- | -- | --- | -------------------------- |  | --- | --- | --- | --- |
| 1   | Palmeiras              | 15  | 6 | 5 | 0 | 1 | 13 | 1  | +12 | Fase final                 |  | —   | 1–0 | 3–0 | 3–0 |
| 2   | San Lorenzo            | 10  | 6 | 3 | 1 | 2 | 4  | 2  | +2  | Fase final                 |  | 1–0 | —   | 2–0 | 1–0 |
| 3   | Melgar                 | 7   | 6 | 2 | 1 | 3 | 2  | 9  | −7  | Play-offs da Sul-Americana |  | 0–4 | 0–0 | —   | 1–0 |
| 4   | Junior de Barranquilla | 3   | 6 | 1 | 0 | 5 | 1  | 8  | −7  |                            |  | 0–2 | 1–0 | 0–1 | —   |

| 5 de março    | Melgar | 0 – 0     | San Lorenzo | Estádio Monumental da UNSA, Arequipa |
| 17:15 (UTC−5) |        | Relatório |             | Árbitro: VEN Alexis Herrera          |

| 6 de março    | Junior de Barranquilla | 0 – 2     | Palmeiras                               | Estádio Metropolitano, Barranquilla |
| 19:30 (UTC−5) |                        | Relatório | Gustavo Scarpa 10' · Marcos Rocha 90+1' | Árbitro: URU Daniel Fedorczuk       |

| 12 de março   | Palmeiras                                             | 3 – 0     | Melgar | Allianz Parque, São Paulo        |
| 19:15 (UTC−3) | Felipe Melo 24' · Ricardo Goulart 53' · Deyverson 70' | Relatório |        | Árbitro: PAR Mario Díaz de Vivar |

| 13 de março   | San Lorenzo  | 1 – 0     | Junior de Barranquilla | Estádio Nuevo Gasómetro, Buenos Aires |
| 19:15 (UTC−3) | Martínez 77' | Relatório |                        | Árbitro: PAR Arnaldo Samaniego        |

| 2 de abril    | San Lorenzo | 1 – 0     | Palmeiras | Estádio Nuevo Gasómetro, Buenos Aires |
| 19:15 (UTC−3) | Herrera 50' | Relatório |           | Árbitro: CHI Julio Bascuñán           |

| 2 de abril    | Melgar      | 1 – 0     | Junior de Barranquilla | Estádio Monumental da UNSA, Arequipa |
| 19:30 (UTC−5) | Carmona 71' | Relatório |                        | Árbitro: VEN Jesús Velenzuela        |

| 9 de abril    | San Lorenzo                 | 2 – 0     | Melgar | Estádio Nuevo Gasómetro, Buenos Aires |
| 21:30 (UTC−3) | Rodríguez 45' · Barrios 87' | Relatório |        | Árbitro: PAR Éber Aquino              |

| 10 de abril   | Palmeiras                             | 3 – 0     | Junior de Barranquilla | Allianz Parque, São Paulo  |
| 21:30 (UTC−3) | Deyverson 19' · Dudu 54' · Hyoran 88' | Relatório |                        | Árbitro: CHI Roberto Tobar |

| 25 de abril   | Junior de Barranquilla | 1 – 0     | San Lorenzo | Estádio Metropolitano, Barranquilla |
| 19:00 (UTC−5) | Rangel 12'             | Relatório |             | Árbitro: URU Leodán González        |

| 25 de abril   | Melgar | 0 – 4     | Palmeiras                                       | Estádio Monumental da UNSA, Arequipa |
| 21:00 (UTC−5) |        | Relatório | Gómez 8' · Gustavo Scarpa 21', 67' · Moisés 80' | Árbitro: ECU Carlos Orbe             |

| 8 de maio     | Junior de Barranquilla | 0 – 1     | Melgar     | Estádio Metropolitano, Barranquilla |
| 19:30 (UTC−5) |                        | Relatório | Cuesta 16' | Árbitro: ARG Darío Herrera          |

| 8 de maio     | Palmeiras          | 1 – 0     | San Lorenzo | Allianz Parque, São Paulo |
| 21:30 (UTC−3) | Gustavo Scarpa 69' | Relatório |             | Árbitro: BOL Gery Vargas  |

### Grupo G
| Pos | Equipe               | Pts | J | V | E | D | GP | GC | SG | Classificado               |  | BOC | ATP | TOL | JWI |
| --- | -------------------- | --- | - | - | - | - | -- | -- | -- | -------------------------- |  | --- | --- | --- | --- |
| 1   | Boca Juniors         | 11  | 6 | 3 | 2 | 1 | 11 | 6  | +5 | Fase final                 |  | —   | 2–1 | 3–0 | 4–0 |
| 2   | Athletico Paranaense | 9   | 6 | 3 | 0 | 3 | 11 | 6  | +5 | Fase final                 |  | 3–0 | —   | 1–0 | 4–0 |
| 3   | Deportes Tolima      | 8   | 6 | 2 | 2 | 2 | 7  | 8  | −1 | Play-offs da Sul-Americana |  | 2–2 | 1–0 | —   | 2–2 |
| 4   | Jorge Wilstermann    | 5   | 6 | 1 | 2 | 3 | 5  | 14 | −9 |                            |  | 0–0 | 3–2 | 0–2 | —   |

| 5 de março    | Deportes Tolima | 1 – 0     | Athletico Paranaense | Estádio Manuel Murillo Toro, Ibagué |
| 19:30 (UTC−5) | Banguero 29'    | Relatório |                      | Árbitro: CHI Piero Maza             |

| 5 de março    | Jorge Wilstermann | 0 – 0     | Boca Juniors | Estádio Félix Capriles, Cochabamba |
| 20:30 (UTC−4) |                   | Relatório |              | Árbitro: CHI Julio Bascuñán        |

| 12 de março   | Boca Juniors                                  | 3 – 0     | Deportes Tolima | Estádio La Bombonera, Buenos Aires |
| 19:15 (UTC−3) | Pérez 47' (g.c.) · Benedetto 55' · Zárate 59' | Relatório |                 | Árbitro: URU Esteban Ostojich      |

| 14 de março   | Athletico Paranaense                                           | 4 – 0     | Jorge Wilstermann | Arena da Baixada, Curitiba |
| 21:00 (UTC−3) | Ruben 32' · Andrade 36' · Renan Lodi 49' · Bruno Guimarães 87' | Relatório |                   | Árbitro: ECU Carlos Orbe   |

| 2 de abril    | Athletico Paranaense | 3 – 0     | Boca Juniors | Arena da Baixada, Curitiba |
| 21:30 (UTC−3) | Ruben 35', 68', 80'  | Relatório |              | Árbitro: CHI Roberto Tobar |

| 3 de abril    | Deportes Tolima | 2 – 2     | Jorge Wilstermann | Estádio Manuel Murillo Toro, Ibagué |
| 19:30 (UTC−5) | Pérez 5', 59'   | Relatório | Pedriel 74', 80'  | Árbitro: VEN Alexis Herrera         |

| 9 de abril    | Athletico Paranaense | 1 – 0     | Deportes Tolima | Arena da Baixada, Curitiba    |
| 19:15 (UTC−3) | Bruno Guimarães 78'  | Relatório |                 | Árbitro: VEN Jesús Valenzuela |

| 10 de abril   | Boca Juniors                                          | 4 – 0     | Jorge Wilstermann | Estádio La Bombonera, Buenos Aires |
| 21:30 (UTC−3) | Reynoso 35' · Benedetto 62' (pen) · Zárate 84', 90+4' | Relatório |                   | Árbitro: PER Diego Haro            |

| 24 de abril   | Jorge Wilstermann                                   | 3 – 2     | Athletico Paranaense             | Estádio Félix Capriles, Cochabamba |
| 18:15 (UTC−4) | Pedriel 22' · Ortiz 50' (pen) · C. Melgar 87' (pen) | Relatório | Renan Lodi 40' · Ruben 56' (pen) | Árbitro: PAR Mario Díaz de Vivar   |

| 24 de abril   | Deportes Tolima        | 2 – 2     | Boca Juniors                     | Estádio Manuel Murillo Toro, Ibagué |
| 19:30 (UTC−5) | Castro 12' · Pérez 20' | Relatório | Zárate 34' · Benedetto 43' (pen) | Árbitro: PER Víctor Carrillo        |

| 9 de maio     | Boca Juniors            | 2 – 1     | Athletico Paranaense | Estádio La Bombonera, Buenos Aires |
| 21:30 (UTC−3) | López 71' · Tévez 90+4' | Relatório | Ruben 65'            | Árbitro: ECU Carlos Orbe           |

| 9 de maio     | Jorge Wilstermann | 0 – 2     | Deportes Tolima        | Estádio Félix Capriles, Cochabamba |
| 20:30 (UTC−4) |                   | Relatório | Pérez 17' · Castro 61' | Árbitro: PAR Arnaldo Samaniego     |

### Grupo H
| Pos | Equipe               | Pts | J | V | E | D | GP | GC | SG | Classificado               |  | LIB | GRE | UCA | RCE |
| --- | -------------------- | --- | - | - | - | - | -- | -- | -- | -------------------------- |  | --- | --- | --- | --- |
| 1   | Libertad             | 12  | 6 | 4 | 0 | 2 | 11 | 7  | +4 | Fase final                 |  | —   | 0–2 | 4–1 | 2–0 |
| 2   | Grêmio               | 10  | 6 | 3 | 1 | 2 | 8  | 4  | +4 | Fase final                 |  | 0–1 | —   | 2–0 | 3–1 |
| 3   | Universidad Católica | 7   | 6 | 2 | 1 | 3 | 7  | 11 | −4 | Play-offs da Sul-Americana |  | 2–3 | 1–0 | —   | 2–1 |
| 4   | Rosário Central      | 5   | 6 | 1 | 2 | 3 | 6  | 10 | −4 |                            |  | 2–1 | 1–1 | 1–1 | —   |

| 5 de março    | Libertad                                    | 4 – 1     | Universidad Católica | Estádio Defensores del Chaco, Assunção |
| 21:30 (UTC−3) | Martínez 1', 3' · Bareiro 73' · Cougo 90+3' | Relatório | Aued 37' (pen)       | Árbitro: VEN Jesús Valenzuela          |

| 6 de março    | Rosário Central | 1 – 1     | Grêmio      | Estádio Gigante de Arroyito, Rosário |
| 21:30 (UTC−3) | Zampedri 2'     | Relatório | Everton 12' | Árbitro: ECU Roddy Zambrano          |

| 12 de março   | Grêmio | 0 – 1     | Libertad      | Arena do Grêmio, Porto Alegre |
| 21:30 (UTC−3) |        | Relatório | Bareiro 45+2' | Árbitro: PER Diego Haro       |

| 13 de março   | Universidad Católica        | 2 – 1     | Rosário Central | Estádio San Carlos de Apoquindo, Santiago |
| 21:30 (UTC−3) | Puch 27' · Aued 90+5' (pen) | Relatório | Vergara 90+1'   | Árbitro: PER Víctor Carrillo              |

| 4 de abril    | Universidad Católica | 1 – 0     | Grêmio | Estádio San Carlos de Apoquindo, Santiago |
| 19:00 (UTC−3) | Sáez 16'             | Relatório |        | Árbitro: COL Wilmar Roldán                |

| 4 de abril    | Libertad                   | 2 – 0     | Rosário Central | Estádio Defensores del Chaco, Assunção |
| 20:00 (UTC−4) | Espinoza 46' · Recalde 68' | Relatório |                 | Árbitro: ECU Carlos Orbe               |

| 10 de abril   | Grêmio                               | 3 – 1     | Rosário Central | Arena do Grêmio, Porto Alegre |
| 21:30 (UTC−3) | Jean Pyerre 30' · Léo Gomes 54', 82' | Relatório | Aguirre 87'     | Árbitro: COL Andrés Rojas     |

| 10 de abril   | Universidad Católica | 2 – 3     | Libertad                                       | Estádio San Carlos de Apoquindo, Santiago |
| 20:30 (UTC−4) | Puch 7' · Sáez 90+4' | Relatório | Recalde 43' · Cardozo 45' · Cardozo Lucena 83' | Árbitro: BOL Gery Vargas                  |

| 23 de abril   | Libertad | 0 – 2     | Grêmio           | Estádio Defensores del Chaco, Assunção |
| 18:15 (UTC−4) |          | Relatório | Everton 28', 83' | Árbitro: VEN Alexis Herrera            |

| 24 de abril   | Rosário Central       | 1 – 1     | Universidad Católica | Estádio Gigante de Arroyito, Rosário |
| 19:15 (UTC−3) | Fuenzalida 79' (g.c.) | Relatório | Fuentes 23'          | Árbitro: URU Esteban Ostojich        |

| 8 de maio     | Rosário Central         | 2 – 1     | Libertad          | Estádio Gigante de Arroyito, Rosário |
| 19:15 (UTC−3) | Pereyra 19' · Riaño 70' | Relatório | Cardozo 49' (pen) | Árbitro: VEN Ángel Arteaga           |

| 8 de maio     | Grêmio                     | 2 – 0     | Universidad Católica | Arena do Grêmio, Porto Alegre |
| 19:15 (UTC−3) | Alisson 22' · Thaciano 76' | Relatório |                      | Árbitro: ARG Néstor Pitana    |